# Wolna kultura (publikacja)

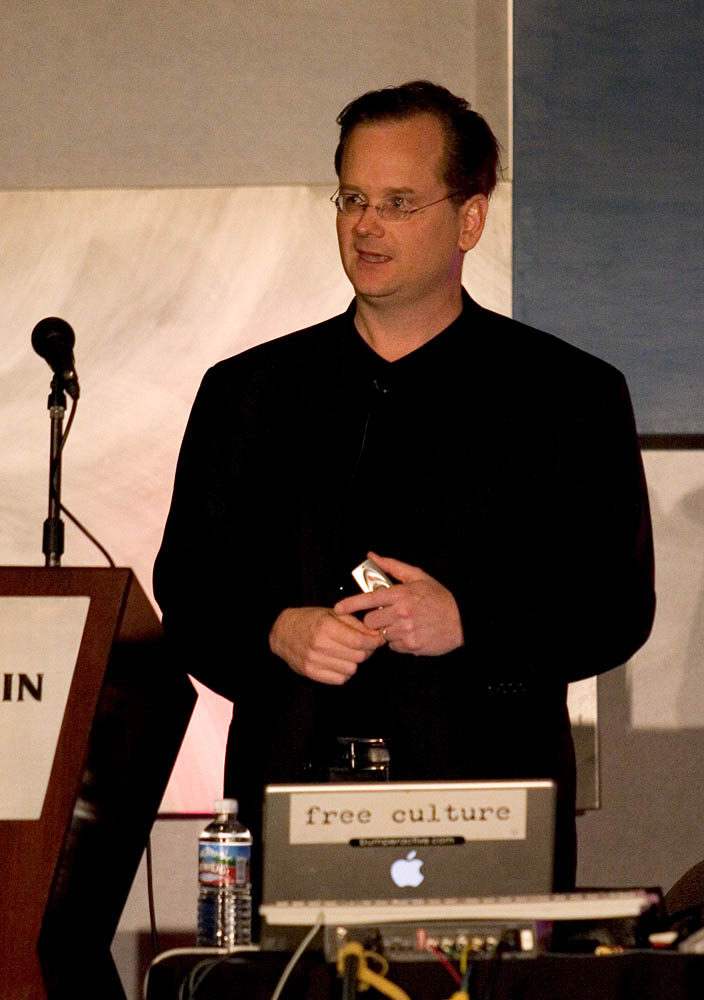
Lawrence Lessig podczas swojej prezentacji

Wolna kultura (ang. "Free Culture") – publikacja autorstwa amerykańskiego profesora prawa Lawrence'a Lessiga, omawiająca zagadnienia praw autorskich i ich ograniczający wpływ na kreatywność. W książce przytoczonych jest wiele argumentów na rzecz rozwoju ruchu wolnej kultury.
Książka jest dostępna w tradycyjnej wersji drukowanej, a także w Internecie na zasadach licencji Creative Commons (Attribution-Non Commercial). Została przełożona na język polski w ramach zbiorowego projektu, w którym wykorzystano mechanizmy wiki.
Przedmowę do polskiego tłumaczenia napisał Edwin Bendyk.

## Odbiór
W recenzji w The New York Times Adam Cohen uznał książkę za "ważną analizę” popartą przekonującymi argumentami na temat kryzysu kulturowego zubożenia wywołanego nadmiernym przykładaniem wagi do praw autorskich. Z drugiej strony Cohen skrytykował Lessiga brak realistycznych propozycji naprawy sytuacji, uznając te zawete w książce za „niepraktyczne, jak i politycznie nieosiągalne”.